# Poète maudit
Pour les articles homonymes, voir Poète (homonymie).

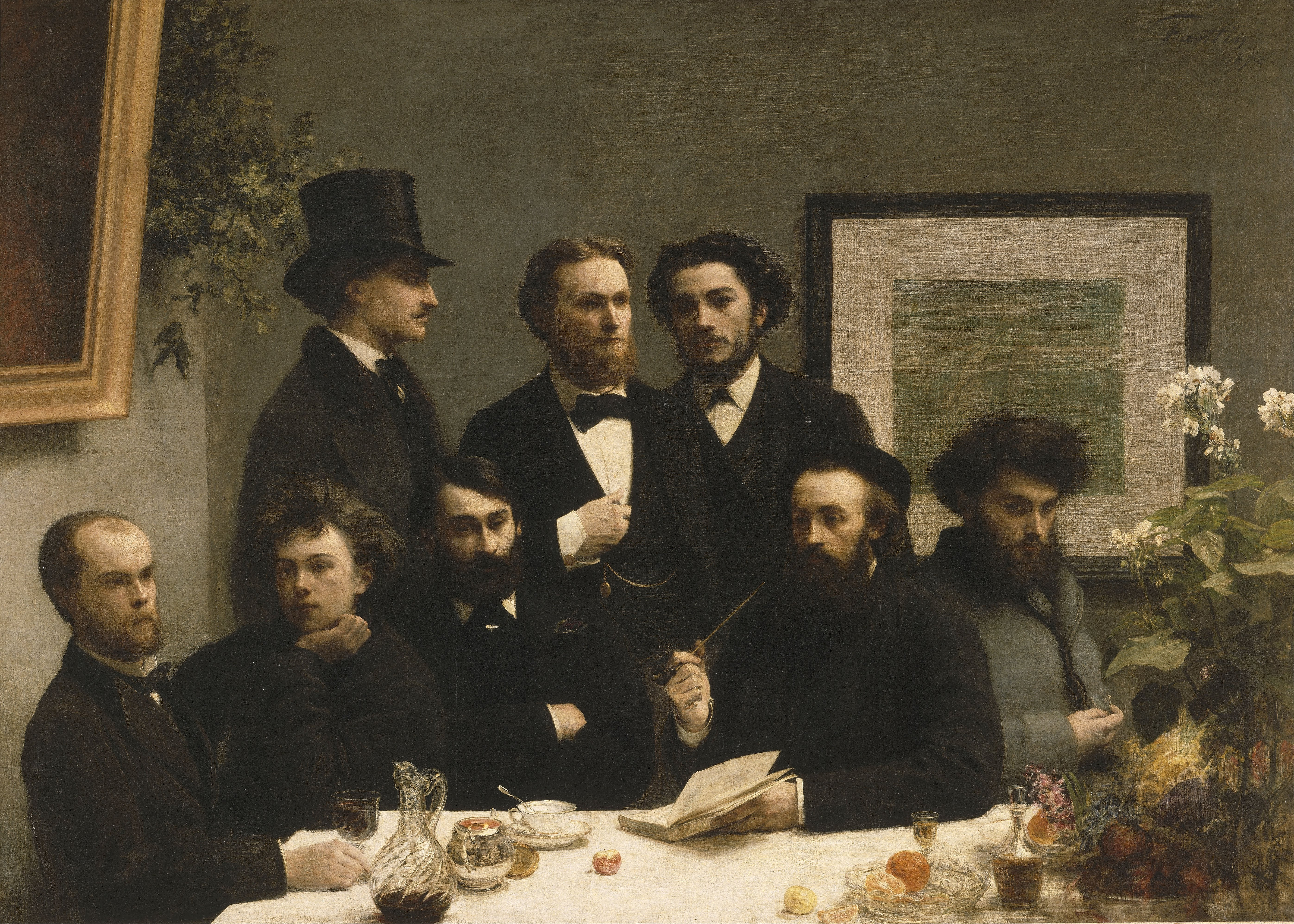
Les poètes maudits Paul Verlaine (à l'extrême gauche) et Arthur Rimbaud (deuxième à gauche) représentés dans un tableau de 1872 d' Henri Fantin-Latour.

Un poète maudit est un poète qui vit une vie en dehors ou contre la société. La folie, le crime, la violence, l'abus d'alcool ou d'autres drogues, et en général tout péché de société[C'est-à-dire ?], entraînant souvent une mort prématurée, sont des éléments typiques de la biographie d'un poète maudit .

## Histoire du terme
L'expression poète maudit a été inventée au début du XIXe siècle par Alfred de Vigny dans son roman Stello de 1832, dans lequel il appelle le poète « la race toujours maudite par les puissants de la terre »,. Charles Baudelaire, Paul Verlaine et Arthur Rimbaud sont considérés comme des exemples typiques. Lautréamont ou Alice de Chambrier sont également considérés comme des poètes maudits, tout comme le poète américain du XXe siècle Hart Crane .

## Ouvrage de Paul Verlaine
Les Poètes maudits est une œuvre de Paul Verlaine publiée en 1884. L'œuvre est un hommage à Tristan Corbière, Arthur Rimbaud, Stéphane Mallarmé, Marceline Desbordes-Valmore, Villiers de l'Isle-Adam et Pauvre Lélian (Paul Verlaine lui-même, le nom étant une anagramme).

## Autres usages du terme

### En France
Le terme est devenu plus largement utilisé depuis l'anthologie de Verlaine. À l'origine, ce terme était utilisé uniquement pour les écrivains de son livre Les poètes maudits, mais il est ensuite devenu un terme pour qualifier les écrivains (ou même les artistes en général) dont la vie et l'art sont en dehors ou contre leur société. Par exemple, le poète et éditeur Pierre Seghers a publié à Paris en 1972 une anthologie Poètes maudits d'aujourd'hui : 1946-1970, rassemblant des auteurs tels qu'Antonin Artaud, Jean-Pierre Duprey et 10 autres, dont certains (comme Artaud) sont devenus très célèbres à titre posthume.
Le spécialiste de la littérature de la fin du XIXe siècle et du début du XXe siècle, Jacques-Henry Bornecque (1910 - 1995) présente dans un article du journal le Monde, publié le 29 octobre 1951, Germain Nouveau (1851 - 1920), un poète qu'il considère comme « maudit » mais auquel il tente de redonner ses lettres de noblesse en évoquant son oeuvre.
Le journaliste et linguiste français Jacques Cellard (1920 - 2004)  évoque le poète Pierre Louÿs (1870 - 1925) dans un article titré « Pierre Louÿs, poète maudit » paru, lui aussi dans le journal Le Monde, le 13 juin 1975. Il le présente comme un poète admirable et un grand érudit et selon lui et quelque peu ignoré.

### Hors de France
Le terme est également utilisé hors de France. Parmi les exemples, on peut citer le poète américain Delmore Schwartz, que Mark Ford (en) a qualifié de « prétendant le plus sincère à ce titre en Amérique », le poète canadien Paul Potts (écrivain) (en), le poète tchèque Karel Hynek Mácha, le poète polonais Rafał Wojaczek et le poète italien Salvatore Toma (en) ; Wojaczek et Toma se sont suicidés très jeunes. Un autre exemple notable de poète maudit est Dino Campana, un auteur italien célèbre pour son seul recueil de poésie, les Canti Orfici, décédé dans un hôpital psychiatrique à l'âge de quarante-six ans.
En 1980, Diana Festa-McCormick, spécialiste de la littérature du XIXe siècle démontre que le concept de « poète maudit » peut également qualifier l’expérience de poètes anglais, tel qu'Ernest Dowson, lui-même traducteur de Verlaine en anglais. Elle évoque également Edgar Allan Poe.

Quelques portraits d'artistes qualifiés de « poètes maudits » selon Paul Verlaine et d'autres auteurs
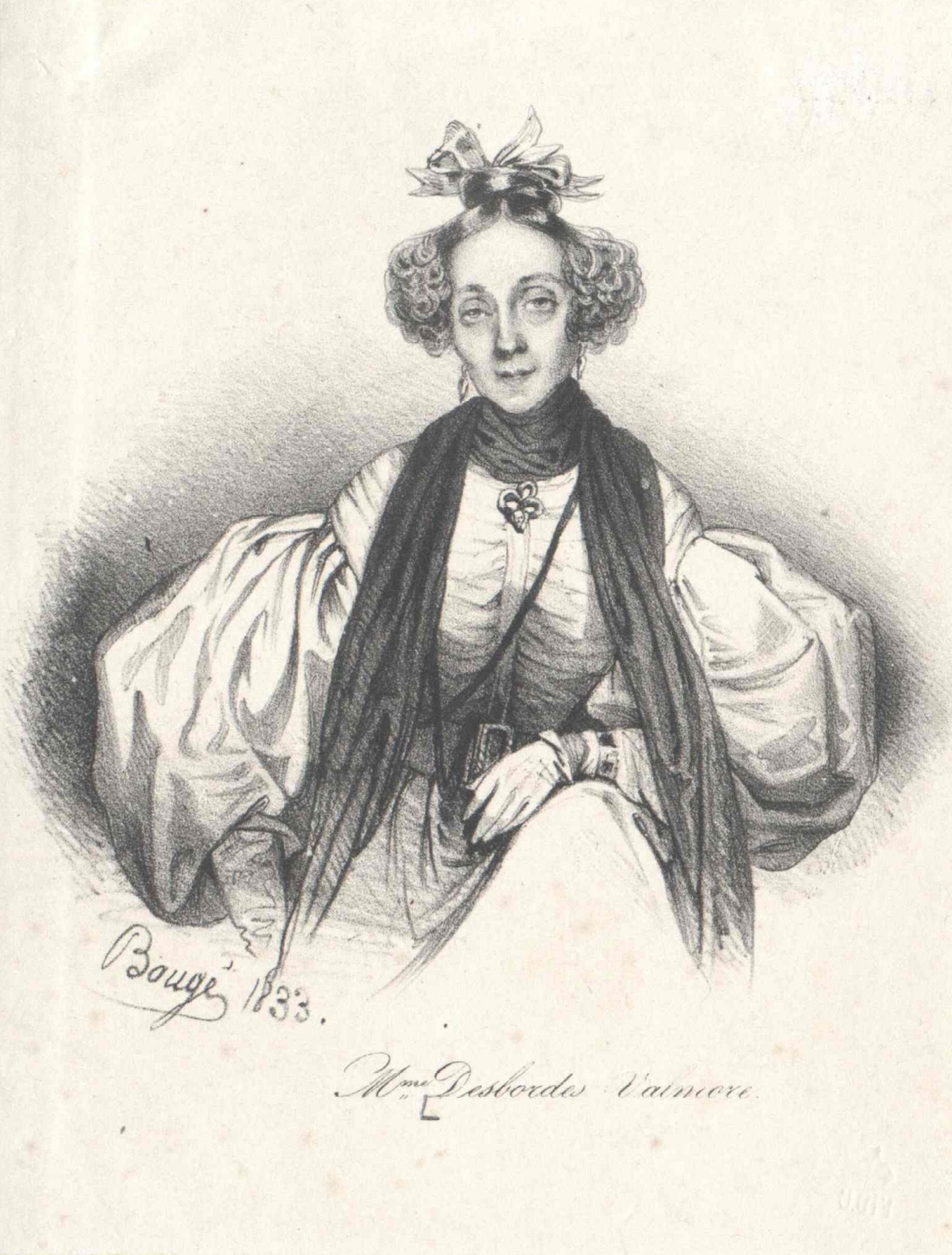
Marceline Desbordes Valmore
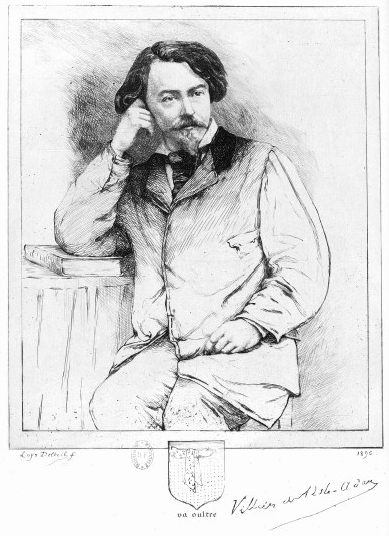
Villers de L'Isle-Adam
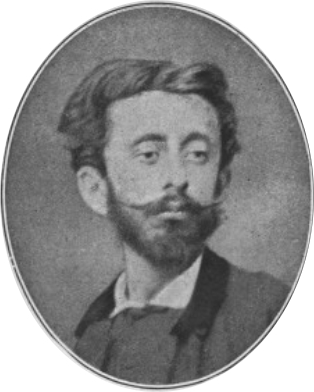
Tristan Corbière
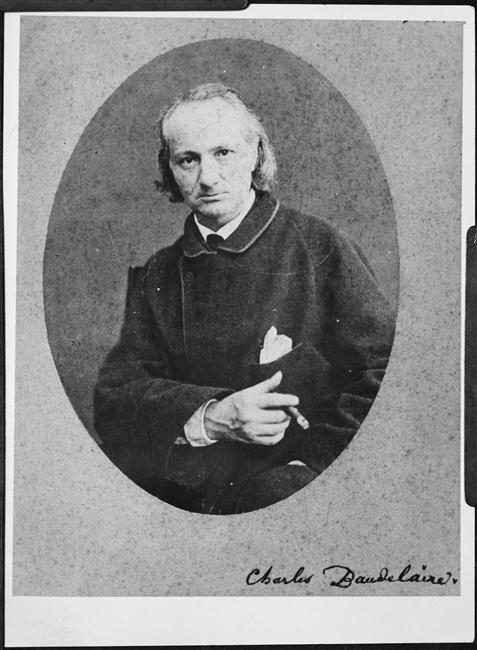
Charles Baudelaire
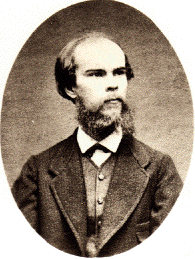
Paul Verlaine
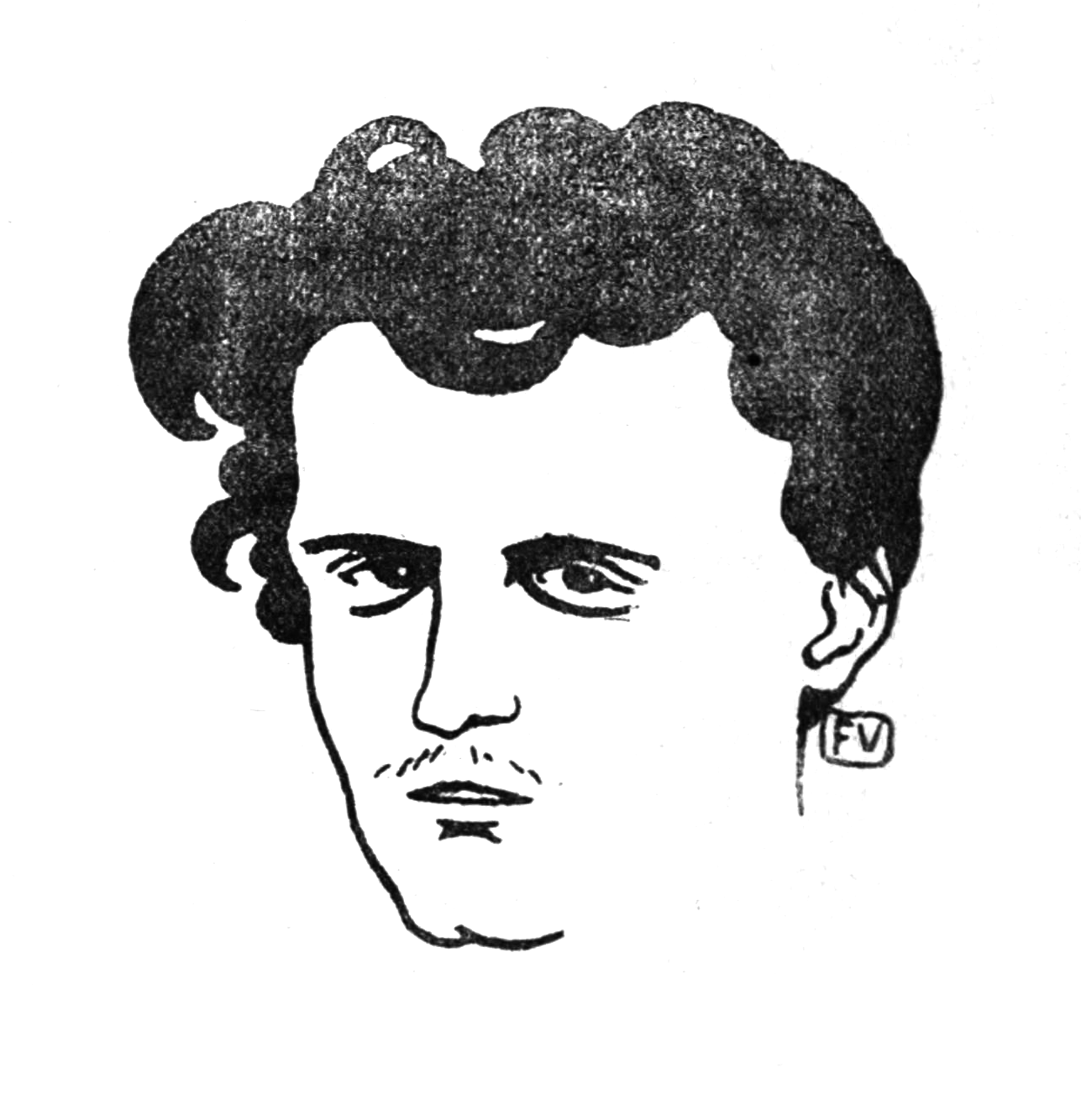
Le Comte de Lautréamont
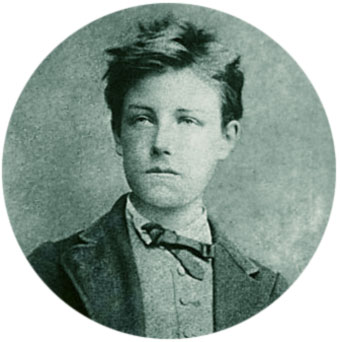
Arthur Rimbaud
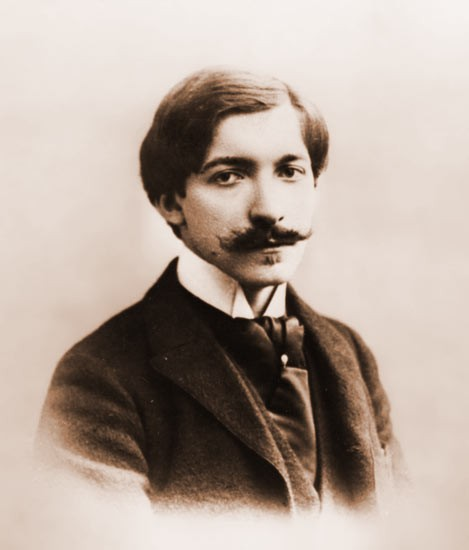
Pierre Louÿs